# 馬渕孝太郎
馬渕 孝太郎（まぶち こうたろう）は、日本の男性フレアバーテンダーである。

## 略歴
国内外のフレアバーテンディングコンペティションで優秀な成績を収める。
結婚式やクラブイベント、パーティー等で、イベントのコンセプトに合わせたドリンク業務全般のコーディネートを行う。
フレアバーテンディングの普及活動として、メディアや舞台などにおける演技指導、技術講習会の講師として全国を周る傍ら、オンラインフレアバーテンダースクールを開校。
フレアバーテンディングを導入する店舗へのコンサルティング業務も行う。
ANFA(一般社団法人　全日本フレアバーテンダーズ協会)の役員及び公式審査員、公認ショーテンダー。

## 人物
京都府生まれ、滋賀県育ち。15歳〜19歳までモデルとして活動。
トム・クルーズ主演の映画『カクテル』 - （原題：Cocktail）を見て感銘を受け、フレアバーテンダーの道を志す。
東京観光専門学校では特別非常勤講師として教鞭を執る。
大会の競技者として、2015年に世界大会連覇中の Luca Valentin（ルカ・ヴァレンティン）（ルーマニア）に勝利を収める。

## 賞歴
2009年
- New Generation Flair Competition 2009 東日本予選
- New Generation Flair Competition 2009 Grand Final
- New Player Award 2009
- ZERO STYLE Cocktail Competition 2009 特別賞

2010年
- ANFA Grand Champion Ship 2010 ベストフレアプレゼンテーション賞
- Energy Teisseire Show Down 2010 The Passion of Teisseire 特別賞

2011年
- WFA for Japan Working Flair Tournament 2011

2012年
- Evolution That Rock 2012
- ANFA Flair Dream Autumn 2012
- Philippines Flair Open Final 2012[3]
- Gold Shake Cup Grand Final 2012[3][注釈 4]

2013年
- ANFA Flair Dream Summer 2013

2014年
- ANFA Flair Dream Winter 2014

2015年
- Love HITA Cocktail Contest World Final 2015 & 大分合同新聞社賞[3]

2016年
- Zante Flair Open Grand Final 2016[3]

すべて優勝及び特別賞

## イベント出演
- SANCTUARY by 新宿アルタ30周年
- イエローテイル・イロイロタノシイWHITE DAY![注釈 6]
- BMWメルボルン レセプションパーティ
- ULTRA JAPAN
- 三浦大知 LIVE TOUR (RE)PLAY FINAL アフターパーティー
- NIGHT FLIGHT（INTERSECT BY レクサス）
- 勇者ヨシヒコ ダイブイキタクナルツアー
- Red Bull エアレース
- agete青山本店 リニューアルパーティー
- イタリア大使館 ポメラート創立50周年記念イベント
- 平成中村座 十八世中村勘三郎七回忌追善公演
- ハリーウィンストン Watch Trunk Show 2023

## 出演メディア及び監修
- チョーヤ梅酒 紀州 テレビCM ~フレアバーテンダー編~
- 5時に夢中!
- ぶらり途中下車の旅
- 1億人の大質問!?笑ってコラえて！
- マリブココナッツリキュール『夏、遊ぶ！マリブ！』ウェブCM
- 岡田将生&井口理(King Gnu) SUNTORY WORLD WHISKY「碧Ao」ウェブCM